# Сайкобілі
Сайкобілі (англ. Psychobilly) — жанр рок-музики, що поєднує експресію і агресивність панк-року з мелодійністю кантрі і рокабілі. На думку американського критика Джен Камінські, жанр «сайкобілі» об'єднує всі сучасні і постпанковскі різновиди рокабіллі (такі як готабіллі, панкабіллі, серфабіллі, крастабіллі, трешабіллі і ін.). Як правило, в сайкобілі-групах замість бас-гітари використовується контрабас (спадкове від рокабіллі). Разом з контрабасом використовуються барабани (зазвичай і найчастіше тільки робочий і тарілки) і гітара.
Більшість груп жанру в своїх текстах використовує загробну і фантастичну тематику (The Meteors, The Cramps, Mad Sin, Bloodsucking Zombies From Outer Space).
Деякі сайкобілі-групи дотримуються більш традиційної рок-н-рольної тематики і додають романтику вестерна в свою музику (The Quakes, Reverend Horton Heat, The Long Tall Texans, Pitmen); інші збагачують звук, використовуючи духові інструменти (The Highliners) або ж працюють на стику фолк-музики і панку (The Monster Klub).